# Hernán Lara Zavala
Pour les articles homonymes, voir Lara et Zavala.
Lara  Zavala est un nom espagnol. Le premier nom de famille, en général paternel, est Lara ; le second, en général maternel, souvent omis, est Zavala.
Hernán Lara Zavala est un romancier, nouvelliste et essayiste mexicain né le 28 février 1946 à Mexico et mort le 15 mars 2025. Il reçoit le Premio de la Real Academia Española 2010 pour son dernier roman Península, península.

## Œuvres
Hernán Lara Zavala a publié entre autres :
- De Zitilchén (1981)
- El mismo cielo (1987)
- Las novelas en el Quijote (1989)
- Charras (1990)
- Contra el ángel (1992)
- Tuch y Odilón (1992)
- Después del amor y otros cuentos (1994)
- Equipaje de mano (1995)
- Cuentos escogidos (1997)
- Viaje al corazón de la península (1998)
- Península, península (2008)
- El guante negro y otros cuentos (2010)

Publiés en français :
- Zitilchén, traduit par Claude Fell, L'Herne, 2011
- La sœur, nouvelle traduite par Marie-Ange Brillaud, revue Brèves spécial Mexique no 71, Éditions Atelier du gué, 2004.

## Prix
- Prix latinoamericano de Narrativa, Colima, pour ses publications (1987) .
- Prix José Fuentes Mares, pour Después del amor y otros cuentos (1994).
- Prix Elena Poniatowska, pour Península, península (2009).
- Prix Real Academia Española, pour Península, península (2010).
- Prix de l'État de Campeche, Justo Sierra Méndez, pour l'ensemble de son œuvre (2010).